# Steffen Hallaschka

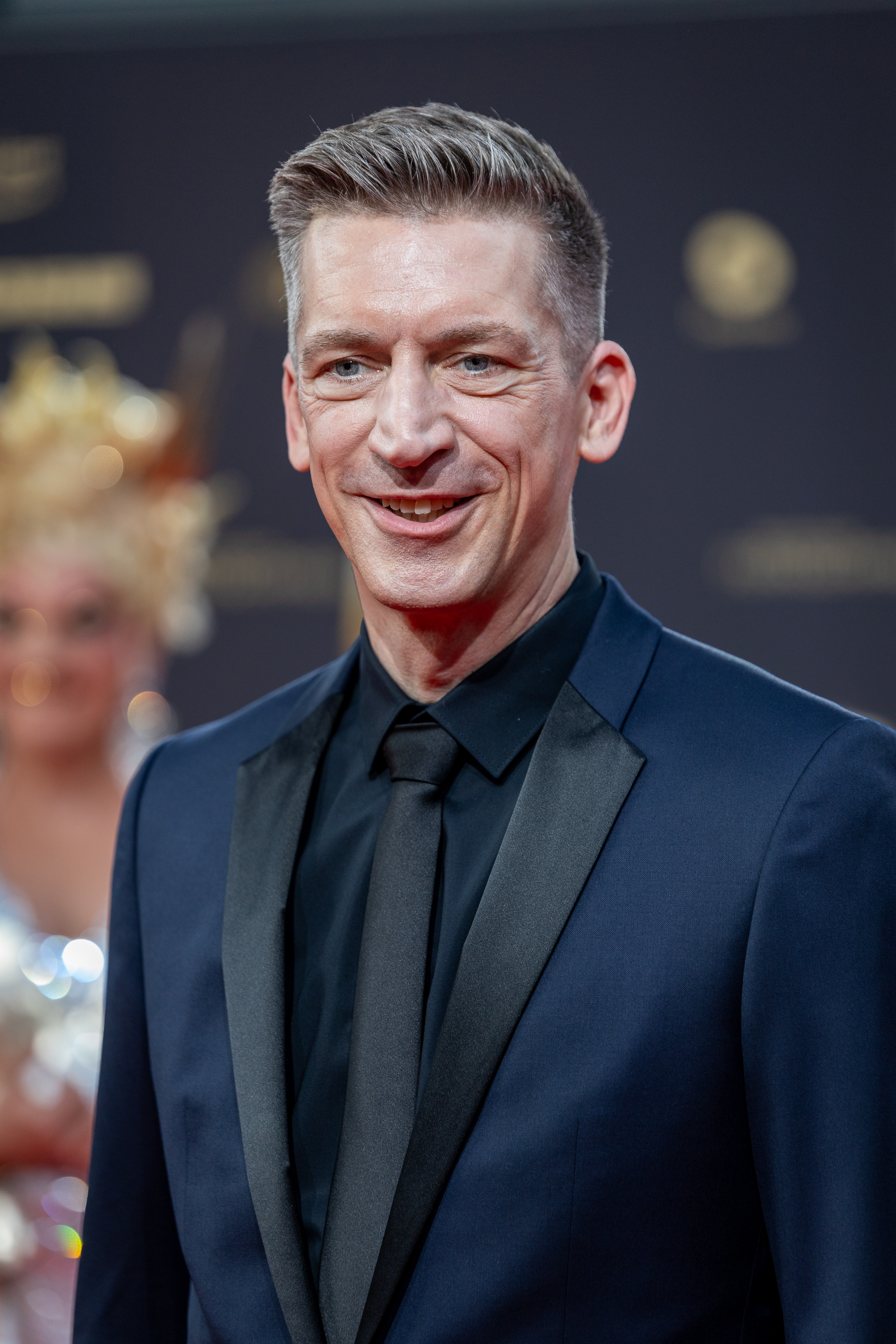
Steffen Hallaschka (2023)

Steffen Hallaschka (* 11. Dezember 1971 in Kassel) ist ein deutscher Hörfunk- und Fernsehmoderator.

## Leben

### Geburt und Kindheit
Steffen Hallaschka wurde am 11. Dezember 1971 im hessischen Kassel geboren. Von 1982 bis 1988 besuchte er die Heinrich-Schütz-Schule in Kassel und legte das Abitur an der Jacob-Grimm-Schule ab.

### Radio- und Fernsehkarriere
Im Jahr 1993 wurde Hallaschka mit der Moderation des HR-Jugendmagazins Radio unfrisiert betraut. Als Studiogast hatte er diese Sendung bereits im Dezember 1989 besucht. Zwischen 2000 und 2008 moderierte er für die Hörfunkprogramme des ORB (ab 2003: RBB), zunächst bei Fritz, später bei Radio Eins.
Seine Fernsehkarriere begann Hallaschka 1996 als Moderator der Jugendsendung 100 Grad (bis 1998), die als Koproduktion von DW-TV und ORB entstand und zeitweise auch bei 3sat zu sehen war.
Kurzzeitig moderierte er im Jahr 1999 unter anderem zusammen mit Wigald Boning die ProSieben MorningShow. Für den Sender ARTE präsentierte er live von der Loveparade in den Jahren 1999 und 2000 die Sendung musicPlanet Spezial. 2002 war er außerdem als Schwangerschaftsvertretung von Tita von Hardenberg im ARD-Magazin Polylux zu sehen und gemeinsam mit Holger Klein in der ORB-Talkshow Dreilinden – Hart an der Grenze.
2003 war er für zwei Staffeln Gastgeber der WDR-Politikshow Kanzlerbungalow. Für diese Moderation wurde Steffen Hallaschka 2004 für den Grimme-Preis nominiert.
Von 2006 bis 2010 präsentierte er regelmäßig im NDR das Verbrauchermagazin Markt. In Vertretung moderierte er die NDR Talk Show, außerdem ebenfalls für den NDR das Wissensmagazin plietsch sowie diverse Spielshows und Sondersendungen. 2010 führte er auch durch den ARD-Ratgeber: Technik im Ersten. Seit 2012 spielt Hallaschka regelmäßig im Team der Hamburg Allstars im Rahmen des seit 2008 jährlich in Hamburg stattfindenden Benefiz-Spiels Kicken mit Herz gegen eine Ärzteauswahl, die Placebo Kickers Hamburg.
Seit 12. Januar 2011 moderiert er das Reportagemagazin stern TV bei RTL. Dort löste er Günther Jauch nach über 20 Jahren ab.
Am 21. September 2013 moderierte er zur Bundestagswahl 2013 auf RTL die Live-Show Wie tickt Deutschland? Das große Live-Experiment. Am 25. April 2015 moderierte er bei VOX für Spiegel TV eine 12-stündige Doku über das Kriegsende 1945. 2016 moderierte Hallaschka die Neuauflage der Sendung Der heiße Stuhl.
Des Weiteren moderiert er seit 2019 die im WDR ausgestrahlte Talkshow Die letzte Instanz.

## Privates und Sonstiges
Als Lesebotschafter der Stiftung Lesen wirbt er unter anderem in RTL-Fernsehspots für das Lesen.
Steffen Hallaschka ist seit 2002 geschäftsführender Gesellschafter seiner Produktionsfirma televisionaere medienproduktion.
Hallaschka lebt in Hamburg-Ottensen, ist verheiratet und hat zwei Kinder. Er ist der jüngste Bruder des ehemaligen Merian-Chefredakteurs Andreas Hallaschka.
Hallaschka spricht Englisch und Französisch. Seit 2012 unterstützt er das Projekt Kicken mit Herz. Ebenfalls seit 2012 engagiert er sich für die Obdachlosen-Tagesstätte MAhL ZEIT als Schirmherr.
Hallaschka ist Anhänger des FC St. Pauli.

## Fernsehmoderation

### Fortlaufend
- seit 2011: Stern TV, RTL
- seit 2021: stern TV Spezial, RTL
- seit 2021: Stern TV – Der Talk, RTL
- seit 2020: RTL Spezial, RTL
- seit 2022: stern TV am Sonntag, RTL
- seit 2023: Menschen, Bilder, Emotionen, RTL[11]

### Früher
- 2024: Du gewinnst hier nicht die Million bei Stefan Raab, RTL+ (Gastmoderation)
- 2020: Alles auf Freundschaft, RTL
- 2019–2020: Die letzte Instanz – Der Meinungstalk mit Steffen Hallaschka, WDR
- 2019: Deutscher Fernsehpreis, One
- 2016: Der heiße Stuhl, RTL
- 2015: 1945 – 12 Städte, 12 Schicksale, VOX
- 2013: Wie tickt Deutschland?, RTL
- 2010: Ratgeber Technik, Das Erste
- 2006–2010: Markt, NDR
- 2006–2010: NDR Talk Show, Moderation in Vertretung, NDR
- 2009: Markt Spezial: Raus aus der Krise, NDR
- 2008: plietsch, NDR
- 2008: Fata Morgana, NDR
- 2008: Das große Spiel der Bräuche, NDR
- 2008: Ärmel hoch – Spiele rund ums Handwerk, NDR
- 2005: ARD-Morgenmagazin, LIVE-Reporter, Das Erste
- 2004: Zukunft Europa, WDR
- 2003: Kanzlerbungalow, WDR
- 2002: DreiLinden – Die Show hart an der Grenze, ORB
- 2002–2003: Querstraße, ORB
- 2002: Polylux, Das Erste
- 2001: 60 Minuten – Dein Countdown läuft, Moderation im Rahmen der Sendereihe Die neuen Fernsehmacher, RTL II
- 1999/2000: musicPlanet Spezial von der Berliner Love-Parade, Arte
- 1999: ProSieben MorningShow
- 1996–1998: 100 GRAD, Deutsche Welle TV und ORB

## Radiomoderation
- 2007–2008: Eine Stunde Zeit, Radio Eins
- 2004–2006: Der Tag und Der schöne Morgen, Radio Eins
- 2002: Radiospot zum Welt-Aidstag für die Mach’s mit...-Kampagne der Bundeszentrale für gesundheitliche Aufklärung
- 2000–2004: Radiofritzen am Morgen, ORB
- 1993–1995: Radio unfrisiert, HR

## Filmografie
- 2020: Unter Freunden stirbt man nicht, RTLplus, VOX

## Auszeichnungen
- 1998: Civis-Medienpreis (ARD) für 100 Grad
- 2002: Kurt-Magnus-Preis (ARD-Förderpreis) für die Wahl-Sondersendung bei Fritz (ORB)
- 2004: Nominierung für den Grimme-Preis für Kanzlerbungalow[12]
- 2023: Ausgezeichnet mit dem deutschen Fernsehpreis in der Kategorie „Bestes Infotainment“ für die Reportage „Sterben für Anfänger“